# 平卧杜鹃
平卧杜鹃（学名：Rhododendron pronum）为杜鹃花科杜鹃花属下的一个种。

## 扩展阅读
維基物種上的相關：平卧杜鹃